# Karhusaaret (ö i Norra Savolax)
Karhusaaret är en ö i Finland. Den ligger i sjön Kallavesi (norra delen) och i kommunen Siilinjärvi i den ekonomiska regionen  Kuopio ekonomiska region  och landskapet Norra Savolax, i den centrala delen av landet, 300 km norr om huvudstaden Helsingfors. Öns area är 1,6 hektar och dess största längd är 200 meter i nord-sydlig riktning.  Notera att namnet antyder att det är fråga om flera öar.